# Chuồng ngựa

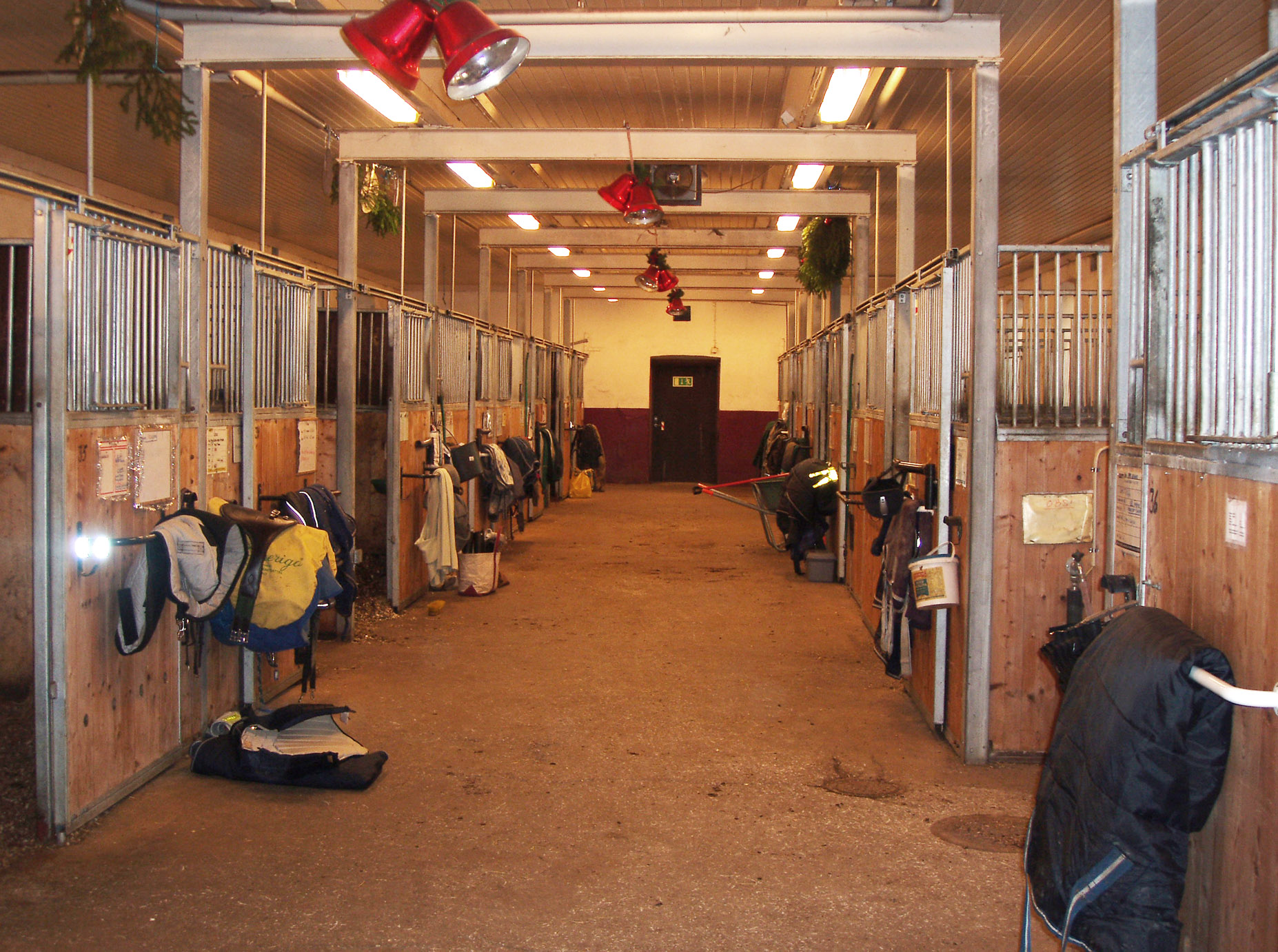
Nội thất bên trong một chuồng ngựa

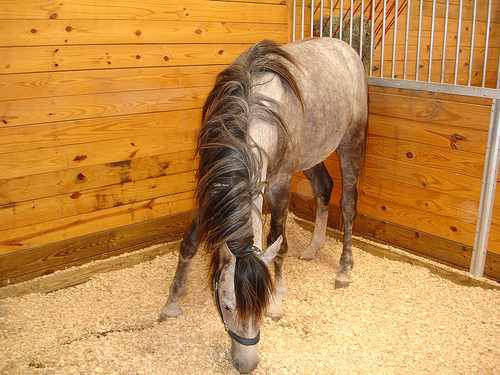
Một con ngựa trong ô nuôi nhốt của một khu chuồng ngựa

Chuồng ngựa (tiếng Anh: stable) là một công trình xây dựng dùng để nuôi nhốt ngựa. Hàm ý của từ stable này thường là để chỉ một khu chuồng trại được phân chia thành từng ô nuôi nhốt riêng biệt, mỗi ô nhốt một con ngựa. Ngày nay có nhiều loại chuồng ngựa khác nhau, ví dụ: chuồng ngựa kiểu Mỹ là khu chuồng lớn có cửa ở mỗi đầu của khu, bên trong là các ô riêng lẻ.
Thiết kế ngoại thất của chuồng ngựa rất đa dạng tùy theo khí hậu, vật liệu xây dựng, giai đoạn lịch sử và văn hóa. Có nhiều loại vật liệu xây dựng dùng để xây chuồng ngựa, bao gồm gạch xây, đá xây, gỗ và thép. Quy mô cũng rất đa dạng, từ một chuồng ngựa chỉ một hay hai con đến các khu chuồng trại to lớn thuộc về các khu triển lãm nông nghiệp hoặc khu đường đua ngựa, nơi có sức chứa có thể lên đến hàng trăm con. Chuồng ngựa thường là một phần của khu phức hợp lớn hơn bao gồm khu ở của người huấn luyện ngựa, khu ở của người nuôi ngựa và trạm thú y.

## Lịch sử
Trong lịch sử, chuồng ngựa thường được xem là loại công trình xây dựng lâu đời thứ hai, chỉ xếp sau công trình trang trại. Chuồng ngựa lâu đời nhất thế giới là tại thành cổ Pi-Ramesses ở Qantir, Ai Cập cổ đại, được lập ra dưới triều vua Ramesses II (khoảng 1304–1213 trước Công nguyên). Những chuồng ngựa này có diện tích khoảng gần 17.000 mét vuông, có sàn dốc để thoát nước và có thể chứa khoảng 480 con ngựa. Chuồng thả ngựa tự do bắt đầu xuất hiện từ thế kỷ 16. Loại chuồng này hay đặt gần nhà ở vì thời này ngựa được coi là loài vật có giá trị cao và được chăm sóc cẩn thận.Chuồn ngựa từng giữ vai trò rất quan trọng trong nền kinh tế thời cổ và là thước đo địa vị xã hội của chủ sở hữu chúng trong cộng đồng dân cư. Ngày nay còn sót lại tương đối ít các chuồng ngựa giữ được nội thất hoàn chỉnh (tức là có chuồng, máng ăn và giá đựng thức ăn) từ giữa thế kỷ 19 hoặc sớm hơn.

## Hình ảnh

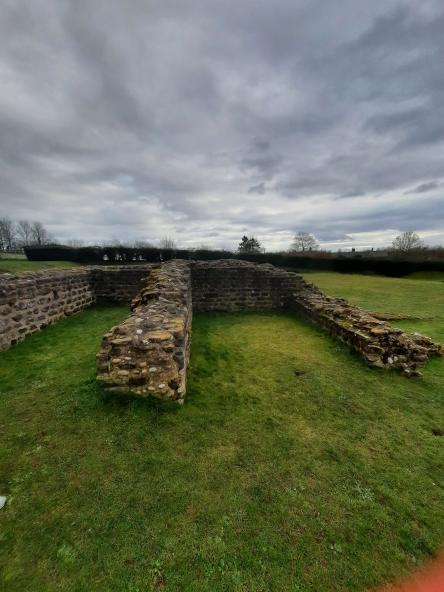
Nền móng chuồng ngựa ở Letocetum, Đế quốc La Mã, niên đại thế kỷ 2
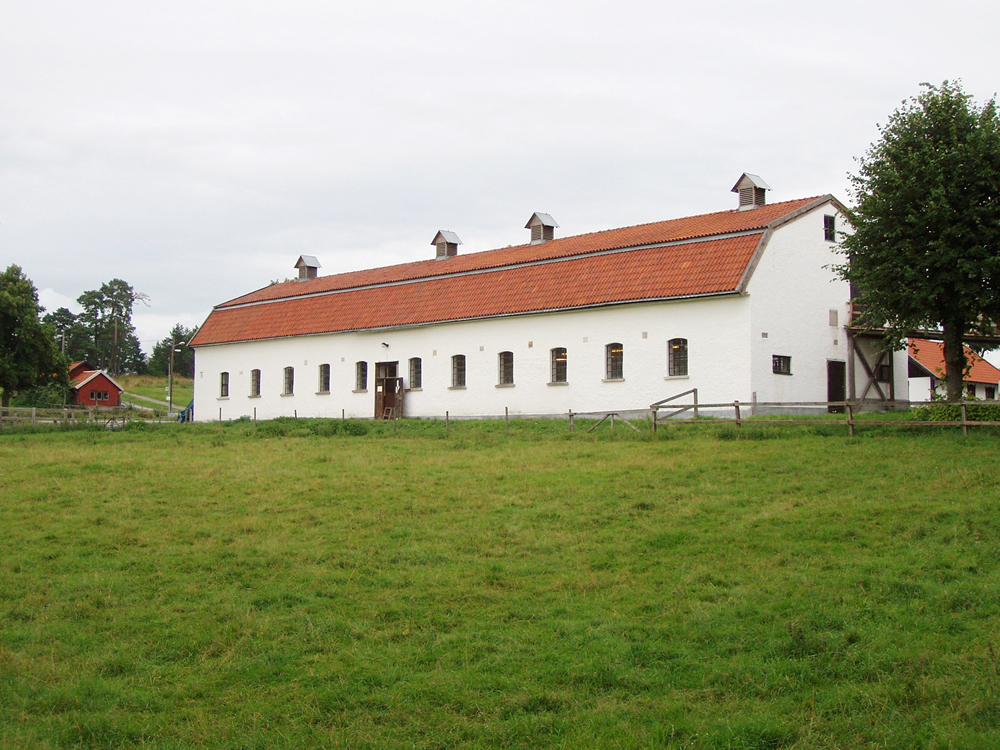
Chuồng ngựa kiểu truyền thống, xây năm 1802
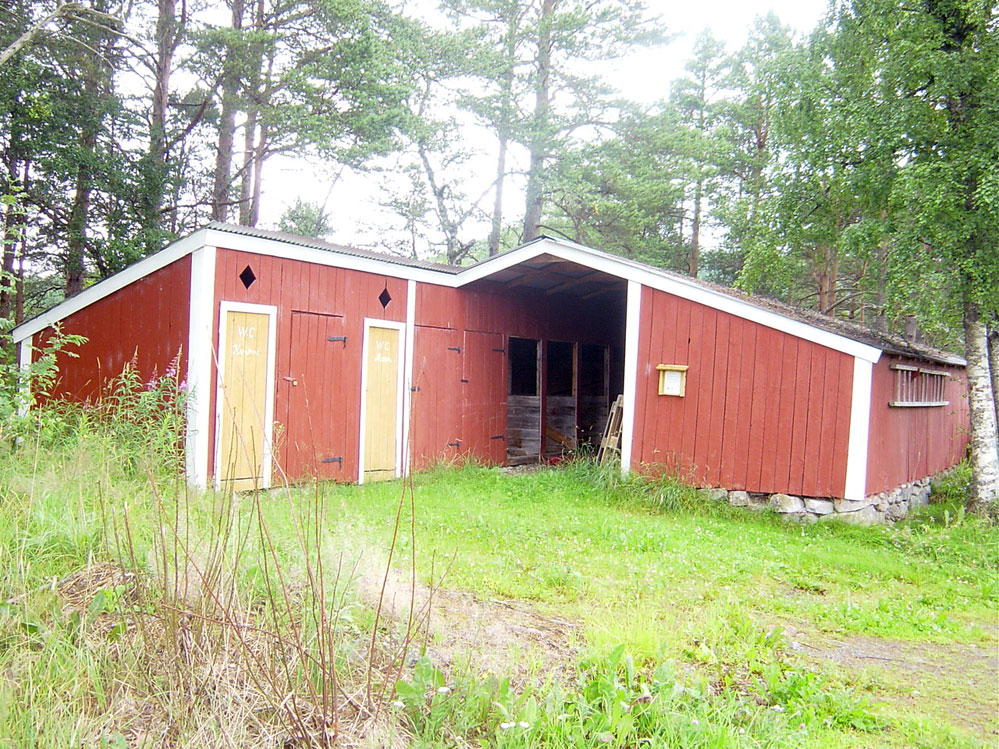
Chuồng ngựa quy mô nhỏ
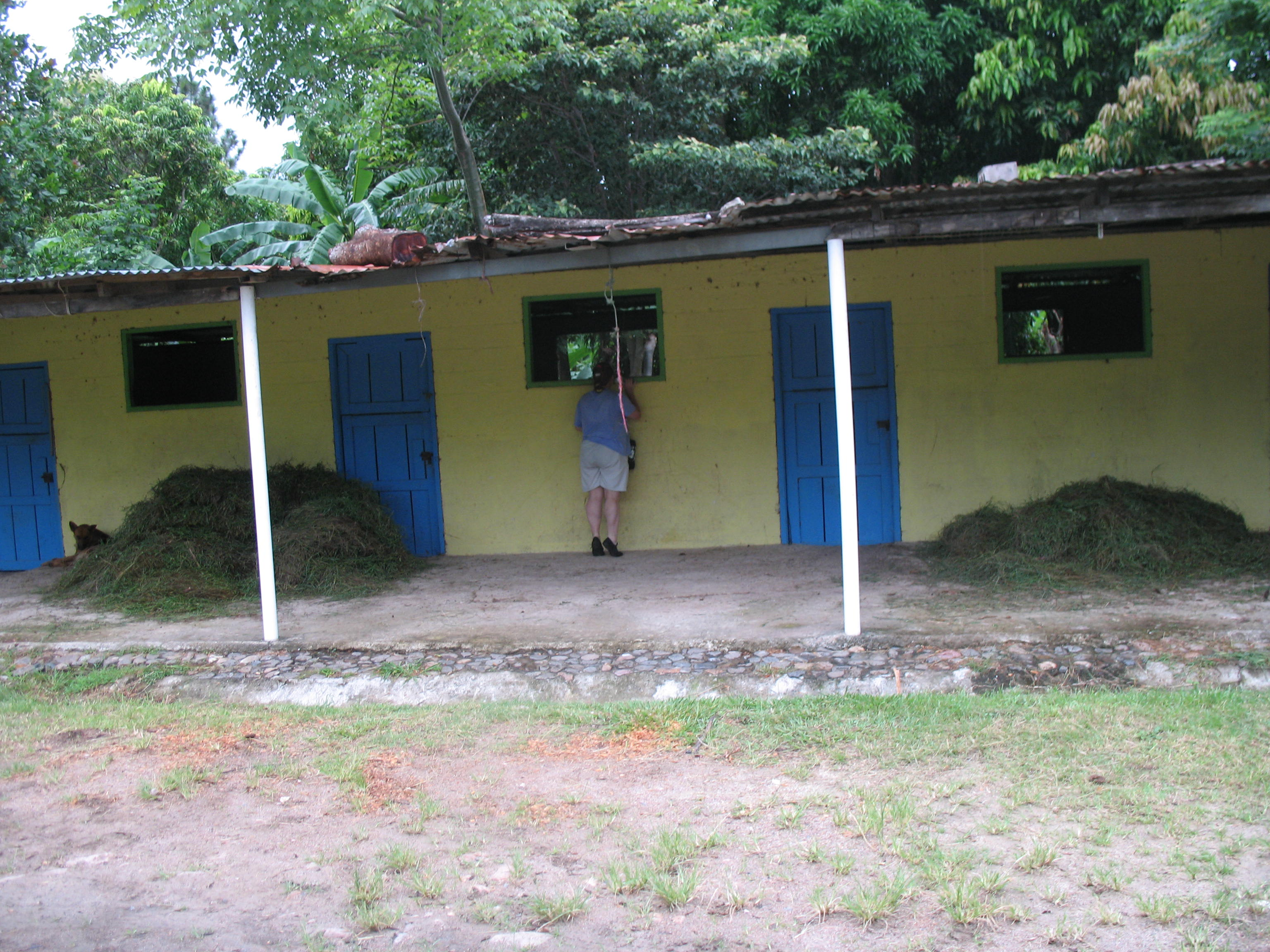
Chuồng ngựa kiểu dàn hàng ngang ở một câu lạc bộ cưỡi ngựa ở Panama
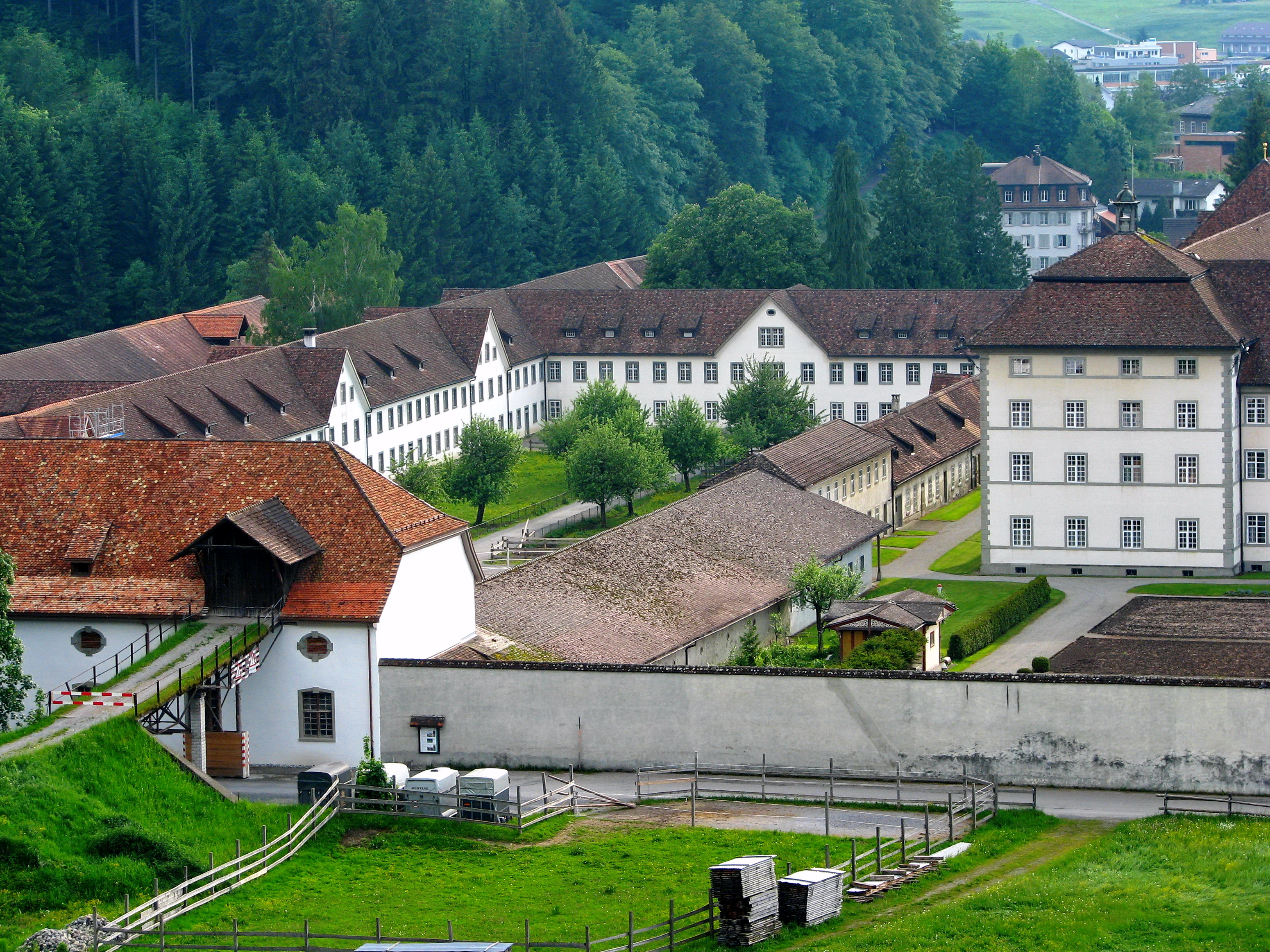
Chuồng ngựa ở tu viện Einsiedeln, Thụy Sĩ
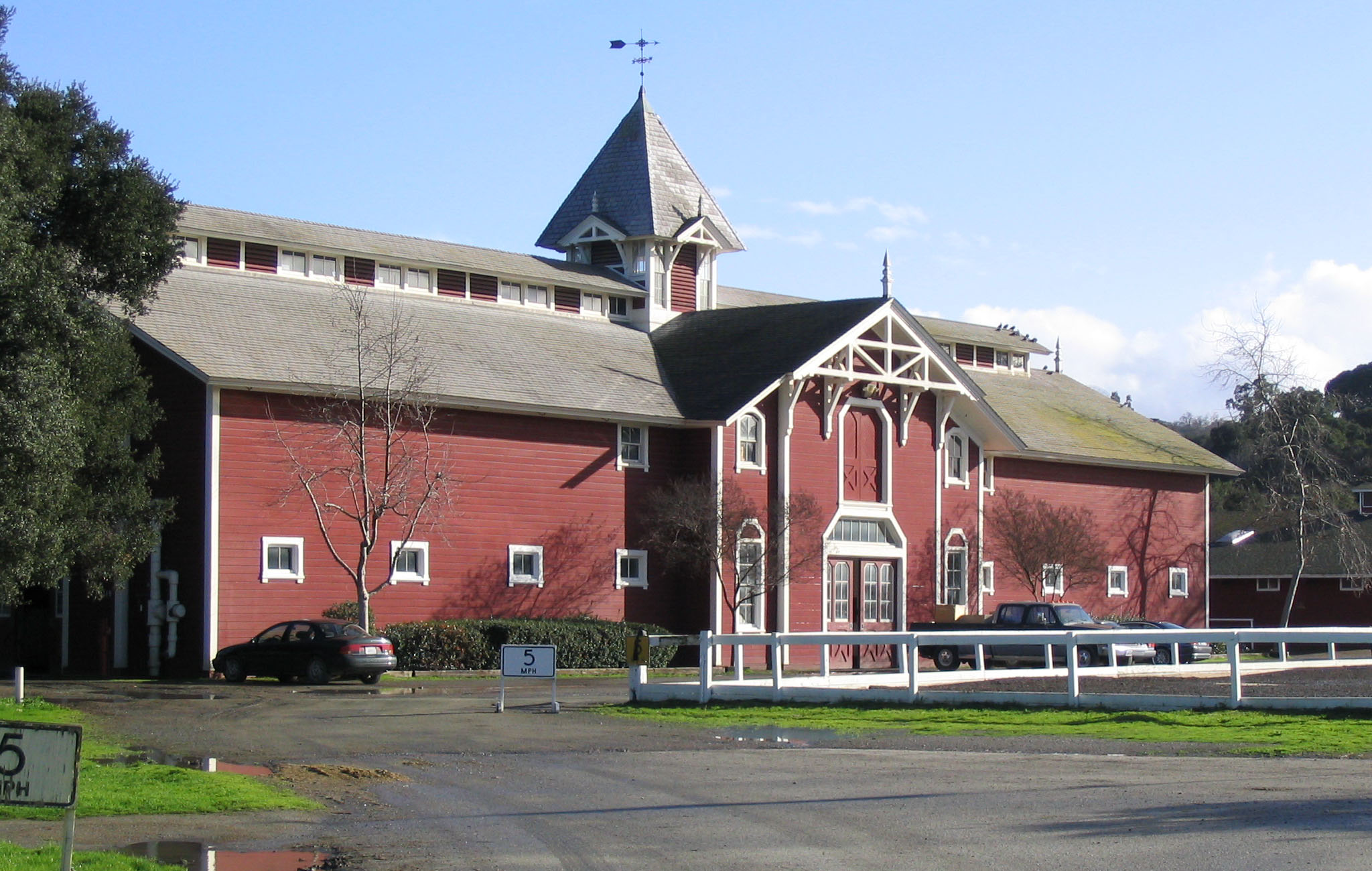
Chuồng ngựa này ở trong khuôn viên Đại học Stanford, Hoa Kỳ và vẫn còn dùng được dù xây 100 năm trước
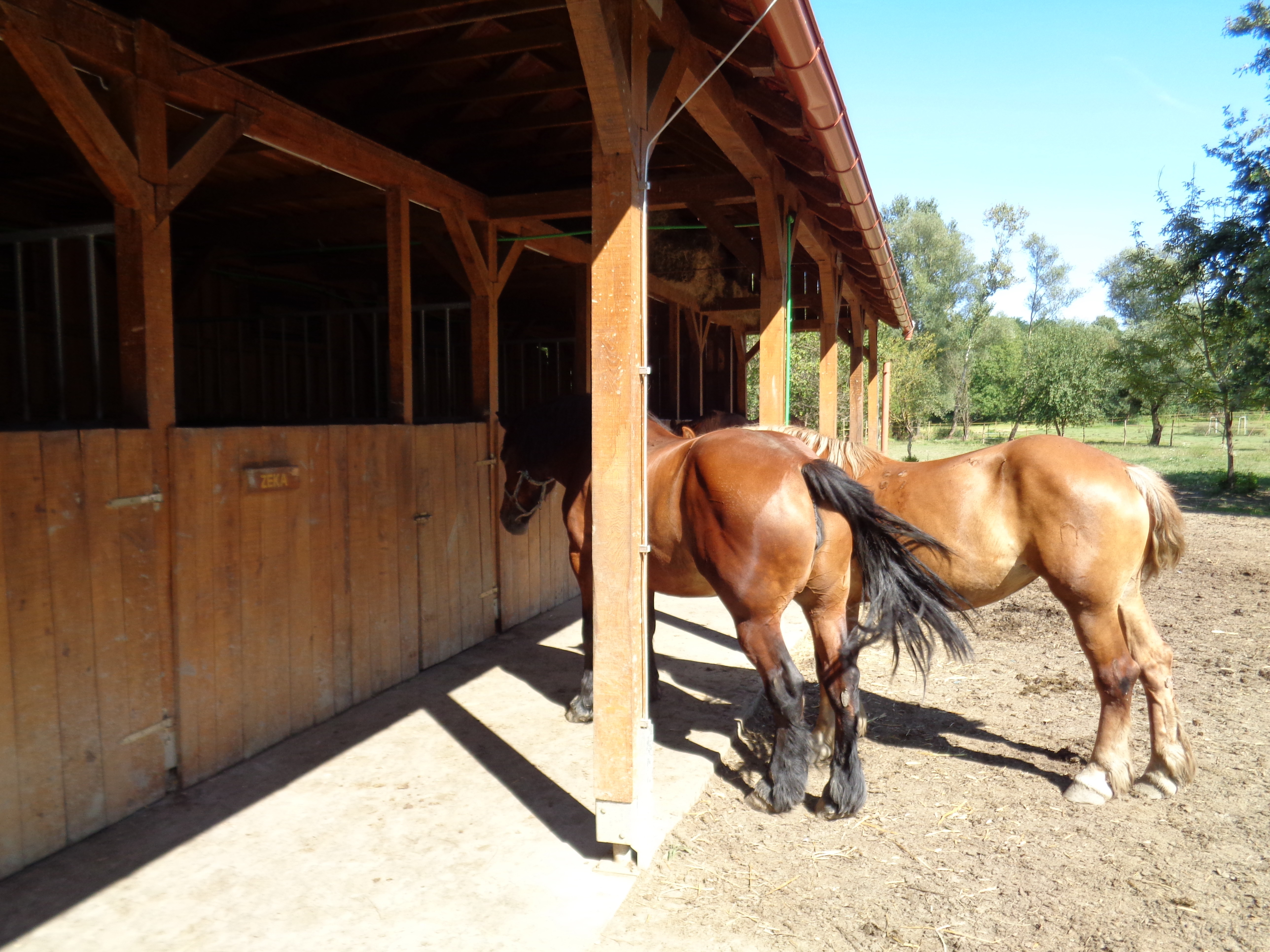
Chuồng ngựa kiểu dàn hàng ngang ở Žabnik Stud, Žabnik, Sveti Martin na Muri, Croatia
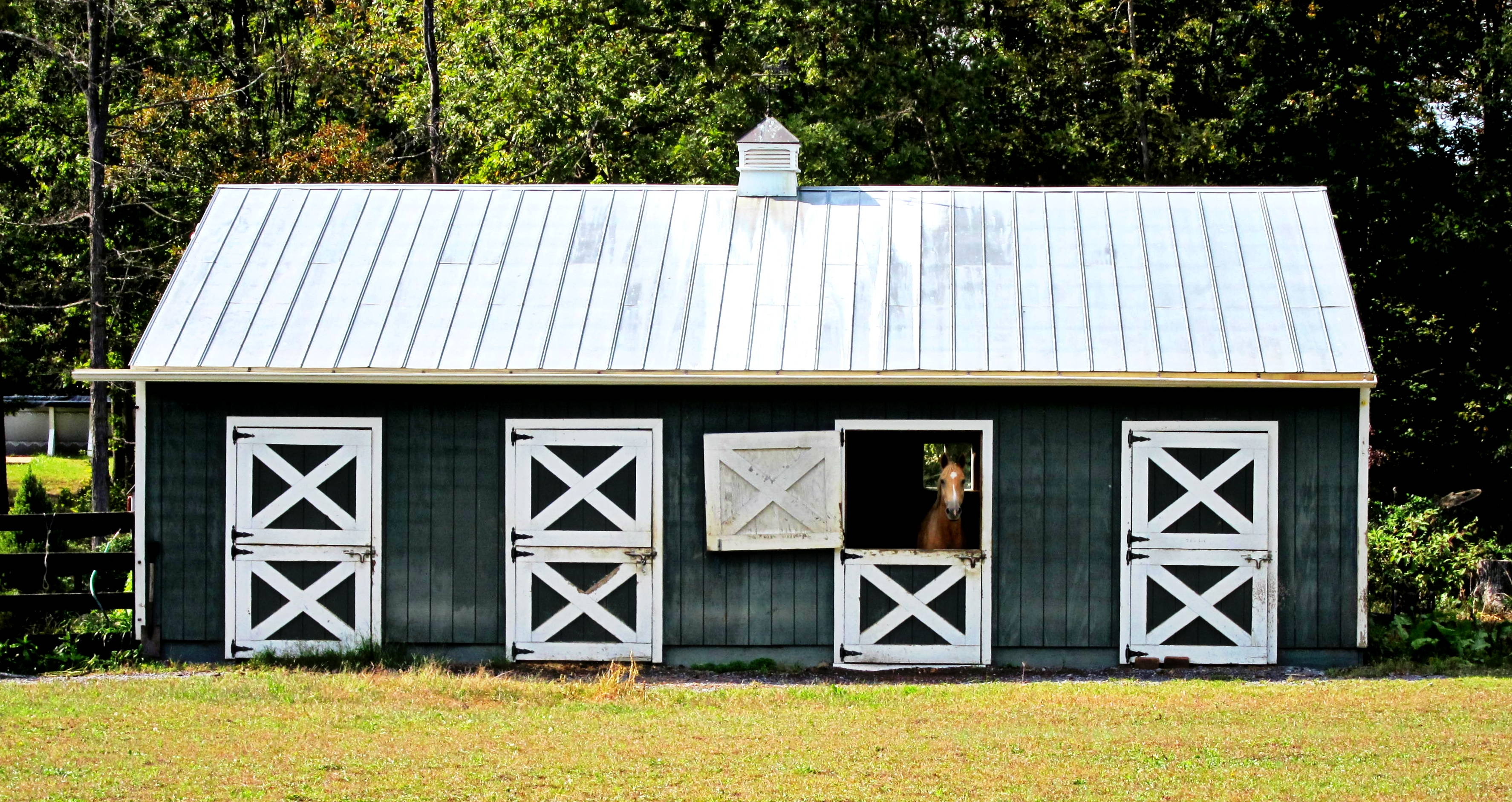
Chuồng ngựa ở một địa điểm gần Middletown, Virginia